# Sprinter (Zuggattung)

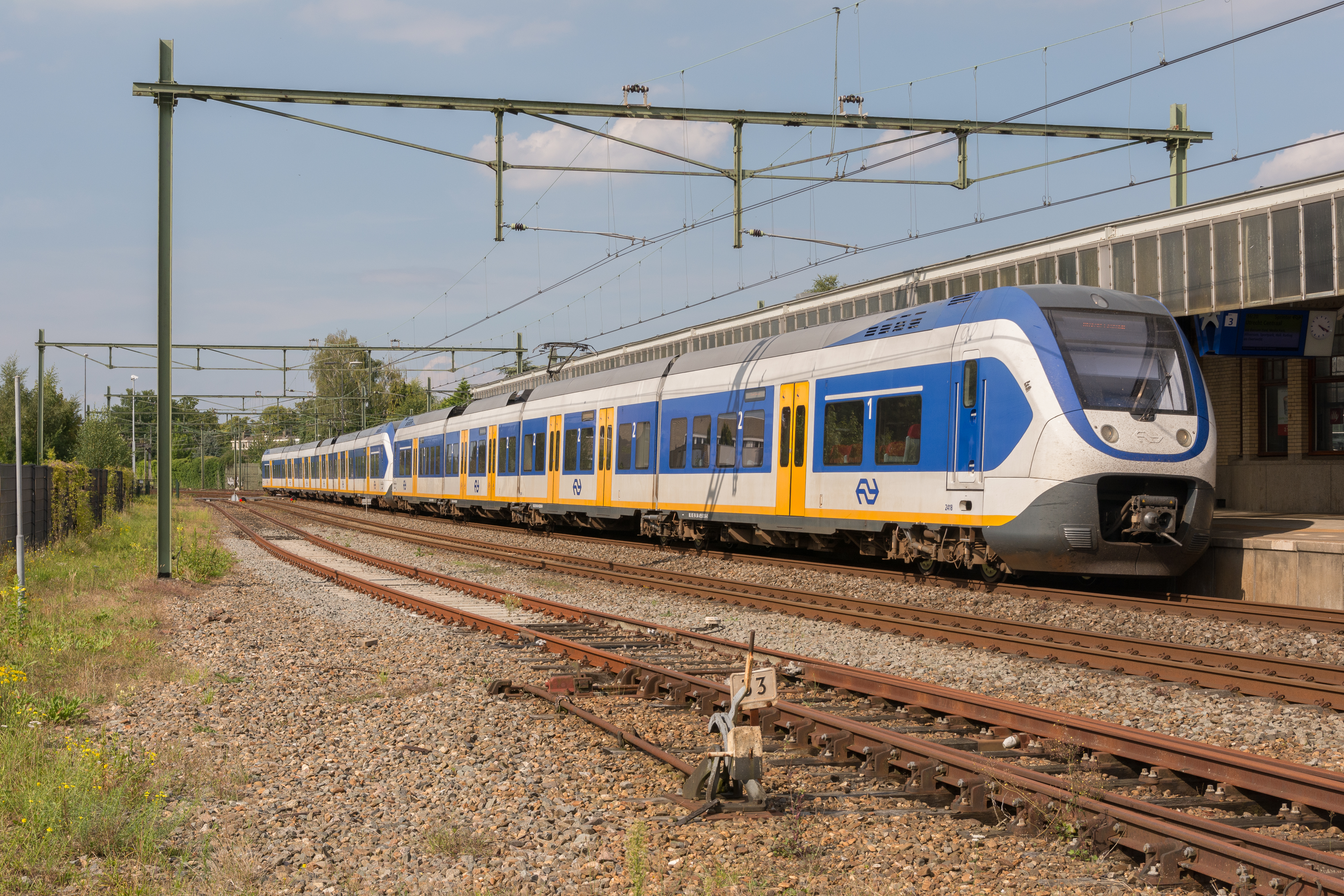
Ein Sprinter der NS-Baureihe SLT am Bahnhof Naarden-Bussum

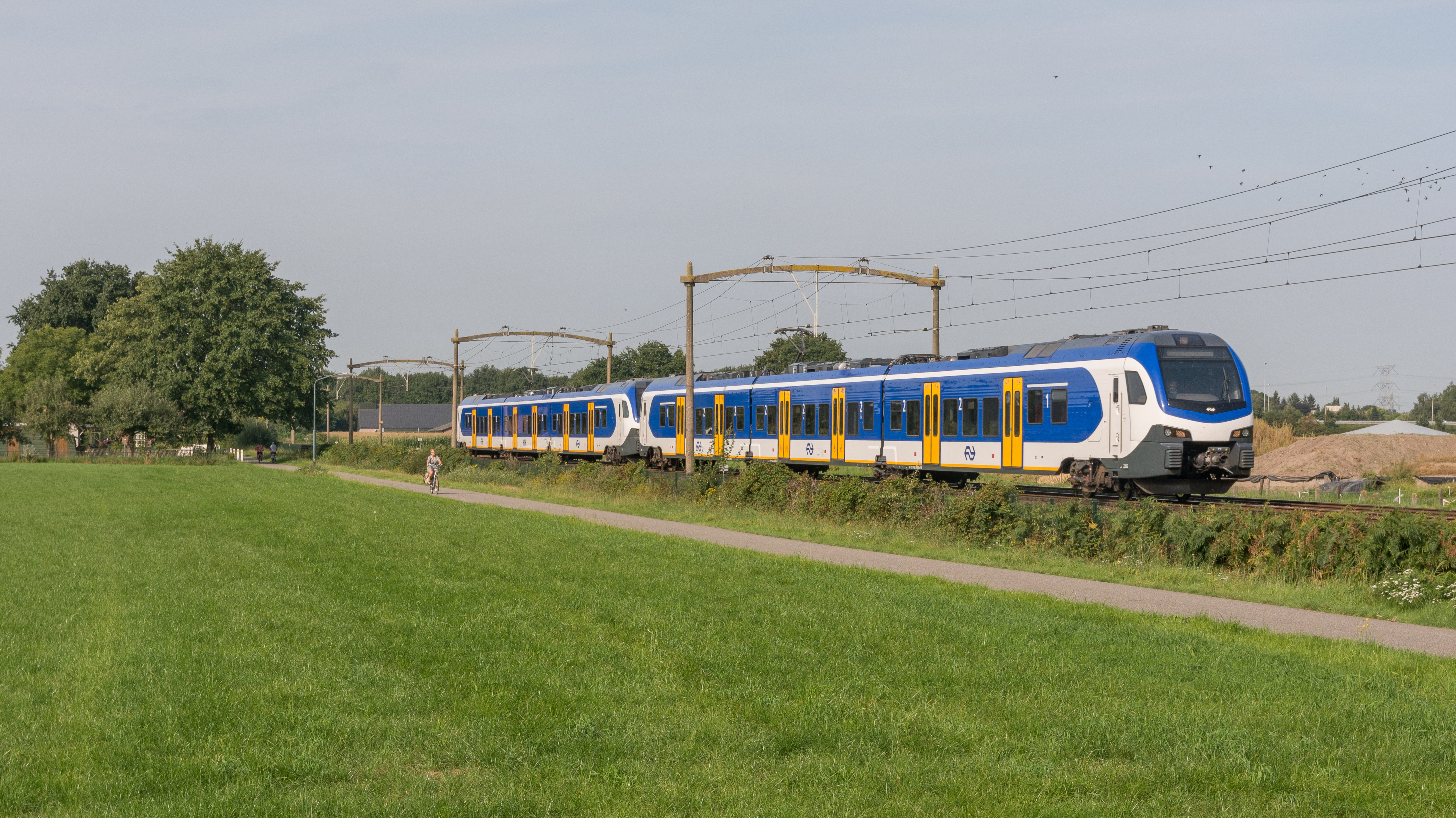
Zug der Baureihe Stadler FLIRT nahe Oisterwijk auf der Bahnstrecke Breda–Eindhoven

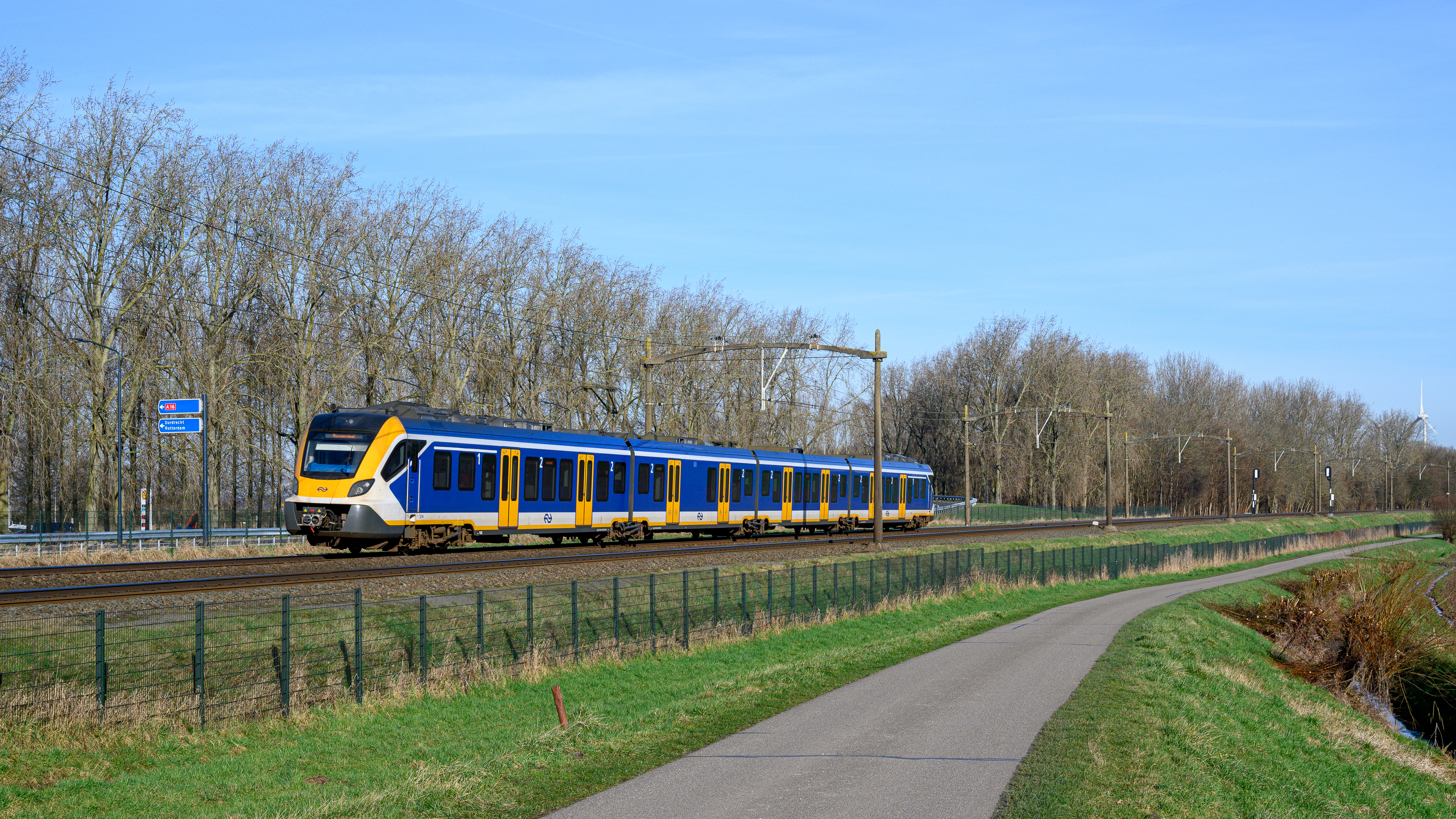
NS-Baureihe SNG südlich von Dordrecht auf der Bahnstrecke Breda–Rotterdam

Der Sprinter, früher Stoptrein, ist eine Zuggattung der niederländischen Eisenbahngesellschaft NS Reizigers. Er ist mit der Regionalbahn in Deutschland, dem Regionalzug in Österreich und dem Regio in der Schweiz zu vergleichen.

## Definition
Das Äußere der Sprinter-Züge ist in blauer und weißer Farbe gehalten. Sprinter dienen als Pendlerzüge, die für kurze Reiseentfernungen verwendet werden und an jedem Bahnhof einer Strecke haltmachen. Der Sprinter wird von 48 Prozent aller Zugpassagiere in den Niederlanden für mindestens einen Teil ihrer Fahrt genutzt.

## Geschichte
Die Bezeichnung Sprinter wurde von der Eisenbahngesellschaft NS ab 1975 für damals neu eingesetzte Züge der Baureihe SGM verwendet, die ein hohes Beschleunigungsvermögen (von 0 auf 120 km/h in 72 Sekunden) hatten. Diese wurden für die Stoptrein genannte Zuggattung der Nahverkehrszüge mit Halt an allen Unterwegsstationen benutzt. Inzwischen wird die Bezeichnung Stoptrein nur noch von anderen Eisenbahnunternehmen wie Arriva eingesetzt. Die NS gebrauchen seit 2012 neben dem Begriff Sprinter für Regionalbahnen ausschließlich die Bezeichnung Intercity, EuroCity / Eurocity Direct für Schnellzüge. Züge der Sprinter-Gattung bestehen meist aus sogenanntem Sprinter-Material. Dazu zählen die Baureihen SGMm (1975–1984; Modernisierung: 2003–2006, 2008/2009), DDM 1 (1984–1986; 2016), DDAR (1991–1998; 2014–2015), SLT (2007–2012), sowie Stadler Flirt (2015–2017). Seit 2017 werden sukzessive 206 Züge der Baureihe SNG in Betrieb genommen, die von dem spanischen Unternehmen CAF hergestellt werden.
Sneltrein sind die mit der in Deutschland, Österreich und Luxemburg gebräuchlichen Bezeichnung Regionalexpress zu vergleichen. In der Schweiz wird der Begriff RegioExpress gebraucht.

## Ausstattung
Die Sprinter-Züge sind folgendermaßen ausgestattet:
- Aufteilung in zwei Wagenklassen
- Fahrradstellplätze im Ein- und Ausstiegsbereich
- Einrichtungen für eingeschränkte Personen
- Bildschirme mit Reiseinformationen und Rundfunkberichten
- Wi-Fi in neuen Zügen (ab 2017)
- Toiletten (teilweise behindertengerecht)